# Теммельс
Теммельс (нем. Temmels) — община в Германии, в земле Рейнланд-Пфальц. 
Входит в состав района Трир-Саарбург. Подчиняется управлению Конц.  Население составляет 692 человека (на 31 декабря 2010 года). Занимает площадь 6,62 км².